# ميرا ناير
ميرا ناير (بالإنجليزية: Mira Nair) وهي ممثلة و مخرجة ومنتجة أفلام هندية ولدت في يوم 15 أكتوبر 1957 في مدينة روركيلا في الهند، تلقت تعليمها في جامعة دلهي وثم جامعة هارفارد وأخرجت فيلم سلام بومباي في سنة 1988.وأخرجت أفلام أخرى منها فيلم فانيتي فير من بطولة ريس ويذرسبون و فلم نيمسيك وأميليا.

## الجوائز
فازت بجائزة الكاميرا الذهبية في مهرجان كان السينمائي ورشح لنيل جائزة الأوسكار لأفضل فيلم بلغة أجنبية وفازت بجائزة الفلم الوطني في الهند ورشحت لنيل جائزة الأوسكار وجائزة غولدن غلوب وجوائز الأكاديمية البريطانية للأفلام وجوائز فيلم فير وكما استلمت نوط بادما بهوشان من رئيسة الهند براتيبها باتيل.

## روابط خارجية
- ميرا ناير على موقع IMDb (الإنجليزية)
- ميرا ناير على موقع ميتاكريتيك (الإنجليزية)
- ميرا ناير على موقع الموسوعة البريطانية (الإنجليزية)
- ميرا ناير على موقع مونزينجر (الألمانية)
- ميرا ناير على موقع قاعدة بيانات الأفلام العربية
- ميرا ناير على موقع ألو سيني (الفرنسية)
- ميرا ناير على موقع ميوزك برينز (الإنجليزية)
- ميرا ناير على موقع أول موفي (الإنجليزية)
- ميرا ناير على موقع بوكس أوفيس موجو (الإنجليزية)
- ميرا ناير على موقع قاعدة بيانات الأفلام السويدية (السويدية)